# Frank Spellman
Frank Isaac Spellman (Malvern, 17 settembre 1922 – 12 gennaio 2017) è stato un sollevatore statunitense.

## Palmarès

### Mondiali
- Bronzo a Parigi 1946 nei pesi medi.
- Argento a Filadelfia 1947 nei pesi medi.

### Olimpiadi
- Oro a Londra 1948 nei pesi medi.

### Maccabiadi
- Oro a Israele 1950 nei pesi medi.